# Peniophora reidii
Peniophora reidii är en svampart som beskrevs av Boidin & Lanq. 1983. Peniophora reidii ingår i släktet Peniophora och familjen Peniophoraceae.   Inga underarter finns listade i Catalogue of Life.
Artnamnet hedrar den brittiske mykologen Derek Reid.